# Газгородок
Газгородок (рос. Газгородок) — село у Грозненському районі Чечні Російської Федерації.
Населення становить 1499 осіб. Входить до складу муніципального утворення Правобережненське сільське поселення.

## Історія
Згідно із законом від 20 лютого 2009 року органом місцевого самоврядування є Правобережненське сільське поселення.

## Населення
| 1990 | 2002  | 2010  |
| ---- | ----- | ----- |
| 970  | ↗1265 | ↗1499 |